# Fabio Sonzini
Fabio Sonzini (provincia di Como, 1816 circa – fine XIX secolo) è stato uno stuccatore italiano del XIX secolo che operò soprattutto in Liguria.

## Biografia
Fabio Sonzini (o Sonzino), figlio di Giuseppe Sonzini, nacque in provincia di Como e si trasferì a Savona in epoca e per ragioni imprecisate.
Nel censimento del comune di Savona del 1870 risulta avere 55 anni di età, essere sposato con l'artista Veronica Murialdo e svolgere la professione di stuccatore. La residenza è fissata in via Innominata, nei pressi di piazza Sisto IV.

## Opere
- Chiesa di San Bernardo Abate a Stella: stucchi e dorature del cornicione (1857), pulpito (1857, demolito nel 1965) e stucchi delle nicchie per le statue di san Bernardo e san Nicola da Tolentino (1857, smantellati nel 1965).

## Galleria d'immagini

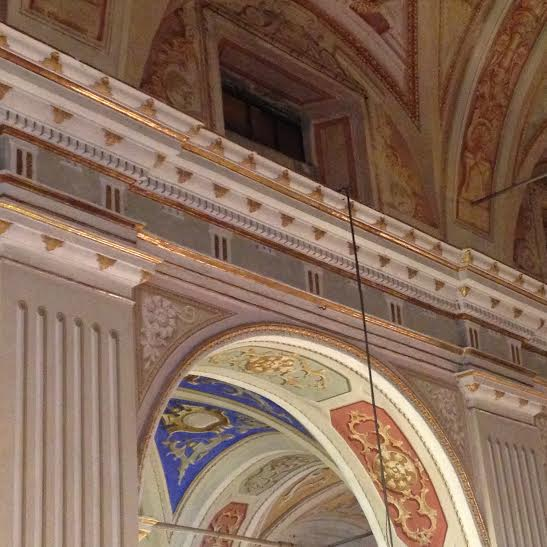
Stella (SV): chiesa di San Bernardo, stucchi e dorature dei cornicioni (1857)
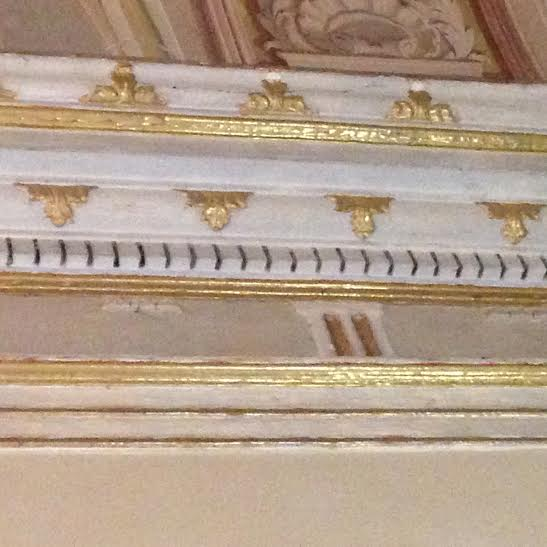
Stella (SV): chiesa di san Bernardo, particolare del cornicione (1857)